# Winkler vs. Rumsfeld

Winkler vs. Rumsfeld est une affaire de justice relative au soutien de l'armée américaine aux jamborees de l'organisation Boy Scouts of America. 

## Contexte
Tous les quatre ans, Boy Scouts of America organise un jamboree national, où, pendant dix jours, environ 30 000 groupes scouts participent à un grand nombre d'activités variées.
Habituellement, le département de la Défense des États-Unis est l'hôte de ce jamboree. Depuis 1981, les jamborees se sont tenus à Fort A.P. Hill. Le gouvernement américain dépense environ 2 millions de dollars par an pour la tenue de ces évènements. 
Or Boy Scouts of America demande aux scouts, dans le cadre du Serment scout, de prononcer « faire mes devoirs envers Dieu », et exclut systématiquement les athées et agnostiques.  

## Procès
Partant de cet état de fait, Winkler et d'autres déposants (soutenus par l'Union américaine pour les libertés civiles) engagent les poursuites. Ils expliquent notamment que le département de la Défense américain utilise l'argent public pour financer les jamboree, et que Boy Scouts of America est une organisation privée et religieuse, ce qui viole le premier amendement de la constitution américaine. 
En 2005, une cour américaine rend son verdict et juge qu'effectivement, l'argent public dépensé pour les jamborees constitue une violation du premier amendement de la Constitution. 
Mais, le 4 avril 2007, la cour d'appel américaine invalide le jugement. De fait, les jamborees continuent à être financés par le gouvernement américain.